# Capitellethus branchiferus
Capitellethus branchiferus är en ringmaskart som beskrevs av José María Alfono Félix Gallardo 1968. Capitellethus branchiferus ingår i släktet Capitellethus och familjen Capitellidae. Inga underarter finns listade i Catalogue of Life.